# Dicranum setifolium
Dicranum setifolium är en bladmossart som beskrevs av Jules Cardot 1907. Dicranum setifolium ingår i släktet kvastmossor, och familjen Dicranaceae. Inga underarter finns listade i Catalogue of Life.